# Christer Jäderlund
Christer Valdemar Oskar Jäderlund, född 7 april 1901 i Viby socken, Närke, död 27 oktober 1965 i Bromma, var en svensk journalist och utrikeskorrespondent.
Christer Jäderlund var son till kyrkoherde Ivan Jäderlund. Efter gymnasiestudier inträdde Jäderlund i januari 1918 som frivillig i tyska armén, deltog i den tyska våroffensiven 1918 och erhöll Järnkorset för sina insatser. I oktober 1918 tillfångatogs han av brittiska soldater och hölls i fångenskap i Belgien och Frankrike. Efter frigivandet genomgick han en kortare handelsutbildning i Sverige och arbetade därefter i början av 1920-talet som sjöman och kontorist i Hamburg och senare som journalist i Bryssel. 1925 anställdes Jäderlund som kriminalreporter vid Stockholms Dagblad och blev 1928 tidningens korrespondent i Berlin. Då tidningen 1931 gick upp i Stockholms-Tidningen, blev han istället korrespondent för denna tidning, och började samtidigt även arbeta som Politikens korrespondent i Berlin. Hösten 1940 utvisades Jäderlund ur Tyskland. Han försökte därefter få inresetillstånd till Sovjetunionen men misslyckades, och kom därför att vintern 1941 skickas till Turkiet som utrikeskorrespondent, och från december 1941 till Finland för att bevaka fortsättningskriget. I januari 1943 fick han på nytt inresetillstånd till Tyskland och fungerade återigen som korrespondent därifrån, men utvisades på nytt i mars 1945. 
Jäderlund hade i samband med Nazisternas maktövertagande 1933 ställt sig positivt till partiet och de förändringar som genomfördes, men i slutet av 1930-talet började en bitvis kritisk hållning till Tysklands styre att märkas i hans artiklar. Han använde ofta inofficiella kanaler för att få fram information som inte passade de styrande, vilket var bakgrunden till att han utvisades ur landet hösten 1940. Sven Hedin skrev om Jäderlund att "han anses oberäknelig och ofta skriver saker som ej passa". Under 1940-talet stärktes hans kritiska hållning; från 1943 sände han även telegraferade artiklar till Daily Express och New York Times. Ännu 1941 skrev han dock avsnitt i Det kämpande Tyskland tillsammans med Sven Hedin och Fredrik Böök. Han torde även ha fungerat som rapportör till Svenska regeringen från Berlin. 1946 anställdes han vid Stockholms-Tidningens redaktion i Stockholm. Åren 1950–1959 var Jäderlund Stockholms-Tidningens korrespondent i Bonn.
Christer Jäderlund tilldelades 1939 det Bonnierska journalistpriset. Han är begravd på Bromma kyrkogård.